# Ophidian
Pour le catcheur japonais, voir Ophidian (catcheur).
Ophidian, de son vrai nom Conrad Hoyer (né le 1er septembre 1981), est un producteur néerlandais et disc jockey d'industrial et de mainstream hardcore. Il utilise également d'autres noms de scène comme Cubist Boy, Raziel, Trypticon et Meander, ce dernier étant réservé au breakcore. Son titre le plus connu au sein de la scène underground est Butterfly VIP.

## Biographie

### Débuts amateurs
Dès 1993, Conrad débute dans la musique avec ses premières pistes et ses premiers mixes utilisant des claviers et enregistrant sur cassettes audio à l'âge de 11 ans. Passé 1995, la techno hardcore est devenue très influente pour la jeunesse aux Pays-Bas et c'est à ce moment qu'il utilise un logiciel pour composer ses propres musiques. 
Inspiré par les artistes et le style artcore du label Ruffneck Records, il perfectionne ses techniques de production, spécialisé dans un tempo rapide, orienté breakbeat. En 1998, DJ Ruffneck, convaincu du talent de Conrad après avoir écouté quatre de ses morceaux, lui demande si celui-ci veut rejoindre les sous-labels Gangsta Audiovisuals et Supreme Intelligence. C'est ainsi que la carrière de Conrad débute officiellement à l'âge de 16 ans et qu'il devient le plus jeune artiste à rejoindre le label. Entre 1998 et 2000, Conrad perfectionne son style sous un autre nom de scène, Trypticon, tout en gardant, pour certaines pistes, le pseudonyme d'Ophidian,.

### Carrière professionnelle
En 2001, la carrière de Conrad marque un tournant. Il rejoint le label Enzyme Records, fonde son propre studio et apprend les fondements de la musique électronique à l'École des Beaux-Arts (en) d'Utrecht (Hogeschool voor de Kunsten Utrecht ou HKU). Il décide de laisser tomber le projet Trypticon et de se concentrer sur la production sous le nom d'Ophidian, se focalisant sur un style de techno hardcore plus lent, avec une influence plus axée techno et electro. 
Enzyme Records crée un nouveau sous-label nommé Enzyme X via lequel un style de techno hardcore expérimental est commercialisé ; c'est alors une opportunité pour Conrad car celui-ci cherchait précisément ce type de label pour se donner de nouveaux points de départ, à lui et à son style musical. Dès lors, il sort plus de la moitié de ses musiques chez Enzyme X ainsi que son premier album solo intitulé Blackbox en 2003. En 2004, Conrad finit sa formation et démarre dans les affaires musicales en tant que producteur, DJ et mixeur audio pour l'industrie du jeu mais tout en restant un artiste explorant toutes les facettes expérimentales de la techno hardcore, de la musique électronique et de la techno. En 2008, il apparaît dans le CD/DVD de l'édition From Cradle to Grave du festival A Nightmare in Rotterdam, bien accueilli sur Partyflock avec une note de 80 sur 100. 
Au début des années 2010, il prend un nouveau nom de scène, Meander, pour composer du breakcore,. En 2010, il sort un album intitulé Etched In Salt en compagnie de Tapage,. En 2014, il compose l'hymne du festival Ground Zero, Beyond Dusk and Dawn (Official Ground Zero Hardcore Anthem) avec Hamunaptra, qui est positivement accueilli par Partyflock avec une note de 90 sur 100. L'album live Ground Zero: Dark Matter le voit mixer aux côtés de Hamunaptra, High Voltage et Amnesys.

## Style musical
Le style de Conrad Hoyer est multiple et surtout dans la lignée de la techno hardcore ; ces différents styles sont représentés par les différents pseudonymes qu'il utilise pour ses créations. Son morceau Butterfly VIP, sorti en 2004, lui a assuré la reconnaissance de toute la scène techno hardcore, pour sa grande puissance mélodique,.

## Événements
Conrad Hoyer participe à partir de 2004 à des événements lié à la techno hardcore. Sa prestation lors de Thunderdome - Malice to Society en 2004 est particulièrement remarquée. Par la suite, il tourne dans toute l'Europe, son premier passage en France se faisant au Nördik Impact.

## Production
Durant l'été 2005, Ophidian crée son propre label nommé Meta4, en collaboration avec DJ Ruffneck et le label Cardiac Music BV. En 2008, son label Meta4 devient indépendant.

## Discographie

### Albums studio
- 2003 : Blackbox (Enzyme X)
- 2005 : Betrayed by Daylight (Enzyme X)
- 2007 : To Sing of Desacration (Meta4)

### Compilation
- 2013 : Beetween the Candle and the Star (Be Yourself Music)

### EP et singles
- 2004 : Butterfly V.I.P. / Hammerhead V.I.P. (Enzyme VIP)
- 2010 : Abandon / End the Earth (Enzyme X)
- 2013 : Nightfall - Angel VIP (Enzyme VIP)
- 2018 : Main Sequence E.P.[15]

### Hymnes
- 2013 : Destination Underground (Hardshock Festival 2013 Anthem) (avec Endymion, pour le festival Hardshock)
- 2014 : Hardcore Unity (Fantasy Island Festival 2014 Anthem) (avec Ruffneck, pour le festival Fantasy Island)
- 2014 : Beyond Dusk and Dawn (Official Ground Zero Hardcore Anthem) (avec Hamunaptra, pour le festival Ground Zero)
- 2019 : Bring on the Orchestra (Hamony of Hardcore 2019 Official Anthem) (pour le festival Harmony of Hardcore) [16]
- 2022 : Dark Euphoria (Official Masters of Hardcore Austria 2022 Anthem) (pour le festival Master of Hardcore Austria)